# Selecta (Lied)
Selecta ist ein Lied des niederländischen DJs und Musikproduzenten Afrojack in Zusammenarbeit mit Quintino. Die Single war erstmals ab dem 16. Mai 2011 bei iTunes in den Vereinigten Staaten erhältlich. Der Song wurde von Afrojack geschrieben und von Quintino und Afrojack komponiert und produziert. Er ist auf dem Album „Superclub Ibiza“ aus dem Jahre 2011 enthalten, einer Kompilation der vier Nachtclubs Cream, Pacha, Gatecrasher und Ministry of Sound, und hat eine Länge von fünf Minuten und 47 Sekunden. Ein Musikvideo wurde nicht veröffentlicht.
Erstmals anhören konnte man Selecta am 2. Mai 2011, dem Datum, an der die offizielle Audioversion auf dem Channel von Spinnin Records erschien. Das Video hatte November 2012 über eine Million Aufrufe. Kritiker nahmen Selecta gemischt auf, die Charts erreichte das Lied nur in den Niederlanden. Der Songtext hat keine wirkliche Bedeutung.

## Rezeption

### Charts
In den Nederlandse Top 100, die niederländischen Charts, welche auch Airplay mit einberechnen, erreichte Selecta einen 74. Platz. Insgesamt blieb der Song sieben Wochen in diesen Charts. In den Nederlandse Top 40 wurde Platz 37 erreicht, der Titel blieb insgesamt drei Wochen in dieser Hitparade.

### Kritik
Der Song bekam gemischte Kritik. John Price von Really Very meinte, dass es so scheine, als wäre im Song keine Imagination enthalten, vom ruhigen, langweiligen Beat bis zum vorhersehbaren Drop hin. Selecta wäre auf gar keinen Fall der schlechteste Song aller Zeiten – er hätte aber mehr Vorstellungskraft von zwei Leuten erwartet, die eindeutig bessere Musik als dieses Produkt produzieren können. Das Lied bekam von ihm „sehr durchschnittliche“ drei Sterne. Laut Martian von Soundlogik würde Selecta ein weiteres Beispiel dafür sein, dass es Afrojack mit seinen House-Melodien und den Dutch-House-Drops immer gut gemacht hätte. In der letzten Zeit sei das Lied ein wichtiger Bestandteil seiner Live-Shows gewesen, und als Afrojack es während Coachella „droppen“ ließ, wäre ein Großteil des Publikums ausgeflippt.